# Zwischbergenpass

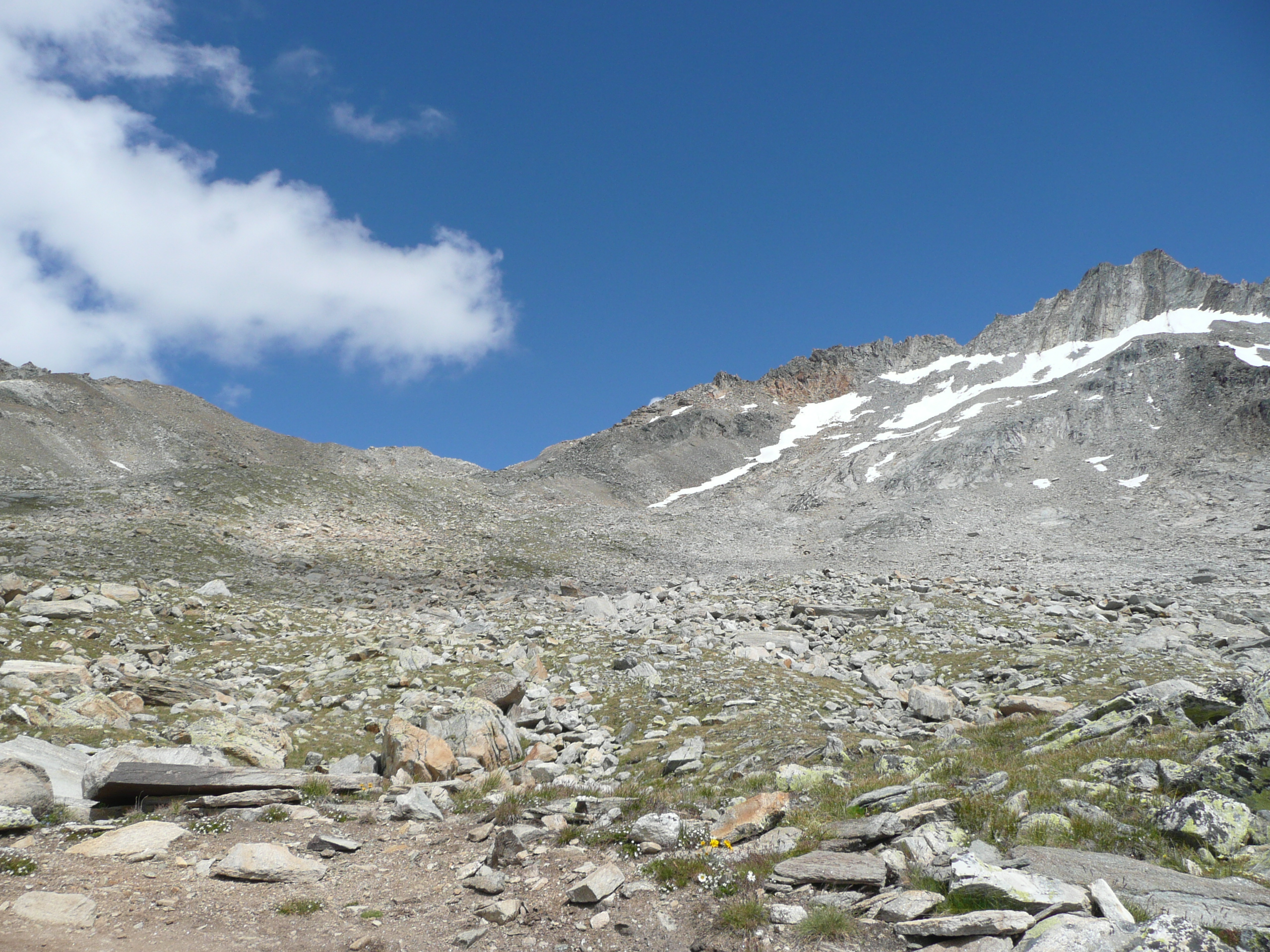
Blick auf den Zwischbergenpass

Der Zwischbergenpass ist ein 3271 m ü. M. hoher Saumpass, der von Saas-Almagell im Saastal ins Zwischbergental bei Gondo (Gemeinde Zwischbergen) am Simplonpass führt.
Der niedrigste Punkt des Grates im Bereich der Passhöhe mit 3242 m ü. M., der im topografischen Kartenmaterial mit «Zwischbergenpass» benannt ist, liegt etwas südöstlich des üblichen Übergangs, fällt nach Osten hin aber in einer Steilwand ab und ist dementsprechend nicht für eine Überschreitung geeignet.
Etwas unterhalb der Passhöhe steht auf 2894 m ü. M. die Almagellerhütte des Schweizer Alpen-Clubs SAC. Sie dient als Unterkunft bei einer Passüberquerung oder als Ausgangspunkt für die Besteigung des Weissmies oder des Portjengrates.